# Catherine Samba-Panza
Pour les articles homonymes, voir Samba.
Catherine Samba-Panza, née le 26 juin 1954 à Fort-Lamy (aujourd'hui N'Djamena (Tchad)), est une femme d'État centrafricaine, chef de l'État de la République centrafricaine au cours de la période de transition du 23 janvier 2014 au 30 mars 2016.

## Biographie

### Jeunesse entre trois pays
Née au Tchad d'un père camerounais et d'une mère centrafricaine, Catherine Samba-Panza grandit à Bangui où son oncle maternel, un diplomate, est son tuteur. De confession chrétienne, elle parle français et arabe. Elle entame des études de droit en France.

### Diplômes et retour en Centrafrique
Elle obtient divers diplômes : une licence en sciences de l’information et de la communication, ainsi qu'un diplôme d’études supérieures spécialisées (DESS) en droit des assurances obtenus à l’université Panthéon-Assas (Paris II). Dans les années 1990, elle revient à Bangui pour intégrer la filiale en Centrafrique du groupe Allianz. Avant d'entamer sa carrière politique, elle a fondé et dirigé une société de courtage en assurance.

### Une militante des droits des femmes
Elle milite au sein de l'association des femmes juristes de Centrafrique (AFJC), association spécialisée dans la lutte contre les mutilations génitales et toutes les autres formes de violence que subissent les femmes centrafricaines. Elle est également formatrice en droits humains au sein du programme Afrique d'Amnesty International, ce qui l'amène à rencontrer de nombreuses organisations non gouvernementales dans la région des Grands Lacs. Toujours dans sa lutte de promouvoir le droit des femmes, Catherine a décidé de créer la Fondation Catherine-Samba-Panza.
En 2003, peu après le coup d'État de François Bozizé, Catherine Samba-Panza co-préside le dialogue national puis est élue présidente du comité chargé de suivre et d'évaluer régulièrement les recommandations issues de ce dialogue.

### Maire de Bangui
En mai 2013, deux mois après que la Séléka a renversé le régime du président François Bozizé, elle est nommée maire de Bangui par le nouveau régime. Elle n'est affiliée à aucun grand parti politique.

### Chef d'État de transition
Alors que le pays est plongé dans la crise, le président Michel Djotodia est poussé à la démission le 10 janvier 2014. Un nouveau chef d'État de transition doit être alors élu par le Conseil national de transition, le Parlement provisoire centrafricain, avant la tenue d'élections nationales envisagées en 2015. 
Catherine Samba-Panza fait partie des huit candidats retenus par le CNT parmi vingt-quatre déclarés et figure parmi les favoris. Poussée par les associations féministes, non marquée politiquement par un camp, elle a le soutien de nombreux diplomates étrangers. Frôlant l’élection dès le premier tour avec 64 voix, soit une de moins pour obtenir la majorité absolue, elle l'emporte au second tour sur Désiré Kolingba, le fils de l'ancien président André Kolingba. Elle obtient 75 voix contre 53. 
Aussitôt après son élection, elle appelle les miliciens de l'ex-Seleka et anti-balaka à déposer les armes. Elle prête serment le 23 janvier 2014 et devient la première femme centrafricaine à accéder au rang de chef de l'État ; elle est également la deuxième femme chef de l'État en Afrique francophone après Rose Rogombé, présidente par intérim de la République gabonaise de juin à octobre 2009.
Pour assurer sa sécurité, elle fait appel à la société française de mercenariat Gallice, qui encadre et forme les membres de sa garde.

### Élection présidentielle de 2020
Catherine Samba-Panza, qui n’est affiliée à aucun parti politique, annonce sa candidature le 28 août 2020 pour l'élection présidentielle prévue pour le mois de décembre de la même année. Elle n'obtient que 0,9 % des voix.

### Vie privée
Elle est mariée à Cyriaque Samba-Panza, un homme politique centrafricain. Ce dernier a été plusieurs fois ministre, notamment sous les présidences d'André Kolingba et de François Bozizé. Ils n'ont pas d'enfants ensemble, mais Catherine Samba-Panza a eu trois enfants de son premier mariage.